# Dysderoides
Dysderoides là một chi nhện trong họ Oonopidae.